# 정광용 (정치인)
정광용은 박사모의 대표이다. 2017년에는 새누리당에서 활동했었다.

## 작품
- 예수는 없었다[1]
  - 비주류 역사관으로 전문가들에 의해 부정되고 있는 그리스도 신화론을 옹호한 책이다.